# 万圣节之夜
《萬聖節之夜》（Halloween Night）是中國偶像組合SNH48的第九張EP，主打歌的演唱成員由SNH48第二届总选举所決定。EP於2015年10月12日開始發售。

## 簡介
本作为SNH48第二届总选举的汇报作品，亦是SNH48首次与AKB48同步发行总决选汇报单曲。主打曲《万圣节之夜》的MV由ZANYBROS负责，并于捷克塞克罗夫城堡取景。摄制团队亦对古堡作重新装饰，以求最大程度地展示歌曲的魔幻色彩。

## 收錄曲目
| CD       | CD                                          | CD       | CD       | CD       | CD                                    | CD    |
| 曲序     | 曲目                                        | 作曲     | 编曲     | 演唱者   | 备注                                  | 时长  |
| -------- | ------------------------------------------- | -------- | -------- | -------- | ------------------------------------- | ----- |
| 1.       | 万圣节之夜（原曲：《Halloween Night》（ハロウィン・ナイト）） | 井上义正 | 井上义正 | 高飞組   | 作词：甘世佳 原词：秋元康 原唱：AKB48 | 5:02  |
| 2.       | 夏日再会（原曲：《再見沖浪板》（さよなら、サーフボード））        | 井上义正 | 井上义正 | 梦想组   | 原词：秋元康 原唱：AKB48              | 5:00  |
| 3.       | 青春的花瓣（原曲：《樱花的花瓣们》（桜の花びらたち））    | 上杉洋史 | 樫原伸彦 | Team SII | 原词：秋元康 原唱：AKB48              | 5:15  |
| 4.       | 初恋的蝴蝶（原曲：《初戀蝴蝶》（初恋バタフライ））        | 杉山胜彦 | 生田真心 | Team NII | 原词：秋元康 原唱：HKT48              | 3:48  |
| 5.       | 夏日真心话（原曲：《太陽鏡和知心話》（サングラスと打ち明け話））  | KOUTAPAI | 武藤星儿 | Team HII | 原词：秋元康 原唱：NMB48              | 4:32  |
| 6.       | 蜜蜂女孩（原曲：《蜜蜂女孩》（みつばちガール））          | 后藤次利 | 后藤次利 | Team X   | 原词：秋元康 原唱：SKE48              | 3:38  |
| 总时长： | 总时长：                                    | 总时长： | 总时长： | 总时长： | 总时长：                              | 27:15 |

| DVD  | DVD                    |
| 曲序 | 曲目                   |
| ---- | ---------------------- |
| 1.   | 《万圣节之夜》拍摄花絮 |
| 2.   | 《夏日再会》拍摄花絮   |

## 選拔成員
- 括号内所示为成员在SNH48第二屆總選舉内所获名次

### 萬聖節之夜
（Center：趙嘉敏）
- Team SII：戴萌（#15）、孔肖吟（#16）、李宇琪（#7）、莫寒（#13）、邱欣怡（#14）、趙嘉敏（#1）、張語格（#5）
- Team NII：鞠婧禕（#2）、李藝彤（#3）、黃婷婷（#4）、萬麗娜（#6）、易嘉愛（#8）、曾艷芬（#9）、陆婷（#10）、趙粵（#11）、馮薪朵（#12）

许佳琪首次落選選拔組。
MV在法国巴黎和捷克布拉格拍攝。

### 夏日再会
（Center：林思意）
- Team SII：陳觀慧（#22）、陳思（#24）、蔣芸（#21）、錢蓓婷（#26）、許佳琪（#20）
- Team NII：龔詩淇（#18）、林思意（#17）、孟玥（#32）、唐安琪（#28）
- Team HII：郝婉晴（#30）、李豆豆（#29）、劉炅然（#25）、劉佩鑫（#27）、徐晗（#31）
- Team X：邵雪聰（#19）、宋昕冉（#23）

Under Girls首次參與EP錄製。
MV在海南三亞拍攝。

### 青春的花瓣
（Center：趙嘉敏）
- Team SII：陈观慧、陳思、戴萌、蔣芸、孔肖吟、李宇琪、莫寒、錢蓓婷、邱欣怡、孫芮、吳哲晗（兼任Team X）、徐晨辰、许佳琪、袁雨楨、趙嘉敏、张语格

### 初戀蝴蝶
（Center：鞠婧禕）
- Team NII：董艷芸、馮薪朵、龔詩淇、黃婷婷、何曉玉、鞠婧禕、羅蘭、林思意、陸婷、李藝彤、孟玥、唐安琪、萬麗娜、易嘉愛、趙粵、曾艷芬

### 夏日真心話
（Center：劉炅然）
- Team HII：陳怡馨、郝婉晴、李豆豆、劉炅然、林楠、劉佩鑫、李清揚、王柏碩、王璐、吳燕文、徐晗、謝妮、徐伊人、许杨玉琢、楊惠婷、张昕

### 蜜蜂女孩
（Center：邵雪聰）
- Team X：陳琳、馮曉菲、李晶、李釗、邵雪聰、宋昕冉、孫歆文、汪佳翎、汪束、王曉佳、謝天依、楊冰怡、閆明筠、楊韞玉、張丹三、張韻雯

## 《萬聖節之夜》衣著主題
| 成員   | 衣著主題       |
| ------ | -------------- |
| 赵嘉敏 | 十字架少女     |
| 鞠婧祎 | 中世纪歐洲贵妇 |
| 李艺彤 | 小红帽         |
| 黄婷婷 | 吸血鬼         |
| 张语格 | 老鼠           |
| 万丽娜 | 哭泣中的小丑   |
| 李宇琪 | 哈雷少女       |
| 易嘉爱 | 爱丽丝         |
| 曾艳芬 | 兔女郎         |
| 陆婷   | 紅心卡牌女王   |
| 赵粤   | 魔术师         |
| 冯薪朵 | 恶魔           |
| 莫寒   | 哥德蘿莉       |
| 邱欣怡 | 嬉皮士         |
| 戴萌   | 骷髅少女       |
| 孔肖吟 | 黑天鹅         |

## 上榜记录
2015年10月17日晚，10名SNH48成员携本单曲标题曲《万圣节之夜》参与CCTV-15《全球中文音乐榜上榜》的直播打榜，当晚取得十月第3周冠军。这是SNH48首次在央视《全球中文音乐榜上榜》直播时段取得冠军，打破5月30日《盛夏好声音》的第二名的成绩。

## 外部連結
- SNH48官網的的專頁（页面存档备份，存于）